# Diocesi di Daldis
La diocesi di Daldis (in latino Dioecesis Daldiana) è una sede soppressa del patriarcato di Costantinopoli e una sede titolare della Chiesa cattolica.

## Storia
Daldis, identificabile con Narlïkale (provincia di Manisa) in Turchia, è un'antica sede episcopale della provincia romana della Lidia nella diocesi civile di Asia. Faceva parte del patriarcato di Costantinopoli ed era suffraganea dell'arcidiocesi di Sardi.
La diocesi è documentata nelle Notitiae Episcopatuum del patriarcato di Costantinopoli fino al XII secolo.
Sono cinque i vescovi conosciuti di questa sede. Paolo, benché il suo nome non appaia mai nelle liste di presenza, sottoscrisse in due occasioni le decisioni del concilio di Efeso del 431; inoltre un vescovo Paolo sottoscrisse nel 458 la lettera dei vescovi della Lidia all'imperatore Leone I dopo la morte del patriarca Proterio di Alessandria; si tratta probabilmente della stessa persona, ma l'assenza del vescovo di Daldis al concilio efesino del 449 e al concilio di Calcedonia del 451 non rende assolutamente certa questa identificazione.
Teodoto prese parte al concilio ecumenico del 680. Giovanni fu tra i padri del secondo concilio di Nicea nel 787, mentre Epifanio partecipò al concilio di Costantinopoli dell'879-880 che riabilitò il patriarca Fozio. La sigillografia infine ha restituito il nome del vescovo Leone, vissuto fra X e XI secolo.
Dal 1933 Daldis è annoverata tra le sedi vescovili titolari della Chiesa cattolica; la sede è vacante dal 6 maggio 1977.

## Cronotassi

### Vescovi greci
- Paolo † (prima del 431 - dopo il 458)
- Teodoto † (menzionato nel 680)
- Giovanni † (menzionato nel 787)
- Epifanio † (menzionato nell'879)
- Leone † (circa X-XI secolo)

### Vescovi titolari
- Karl Christian Weber, S.V.D. † (2 dicembre 1937 - 11 aprile 1946 nominato vescovo di Linyi)[7]
- Henry Theophilus Klonowski † (10 maggio 1947 - 6 maggio 1977 deceduto)[8]